# БТР-70ДИ-02 «Свитязь»
БТР-70ДИ-02 «Свитязь» (укр. БТР-70Ді-02 «Світязь») — украинская бронированная командно-штабная машина, разработанная на государственном предприятии «Николаевский бронетанковый завод» на базе бронетранспортёра БТР-70ДИ.

## История
В рамках программы создания Единой автоматизированной системы управления вооружёнными силами Украины было принято решение о разработке командно-штабной машины на базе колёсного бронетранспортёра.
Изготовление первой машины было завершено к началу июня 2012 года. В дальнейшем, в ходе испытаний, в конструкцию машины несколько раз вносили изменения, и 23 марта 2015 года был представлен модернизированный образец (с усиленной защитой экипажа и возможностью использовать WiMAX и WiFi).
26 марта 2015 первую командно-штабную машину передали в войска
В 2018 году бронемашина была включена в каталог продукции концерна "Укроборонпром".
В августе 2019 года главное управление связи и информационных систем генерального штаба вооружённых сил Украины сообщило о намерении модернизировать находившиеся на вооружении советские командно-штабные машины БТР-70КШ (на базе БТР-70) в командно-штабные машины К-1450 (на базе БТР-70-ДI-02). Однако в августе 2021 года стало известно о разработке для вооруженных сил Украины командно-штабных машин К-1450-05 и К-1450-06 (с установкой комплекта аппаратуры и оборудования не на шасси модернизируемых в КШМ бронетранспортеров, а на импортные автомобили Renault Midlum и KIA KM450).

## Описание
КШМ обеспечивает руководство подразделениями на батальонном уровне.
При изготовлении серийных БММ-70 используется бронекорпус советского бронетранспортёра БТР-70, однако внутренний объём корпуса увеличен.
На бронемашинах первой партии, переданной вооружённым силам Украины вооружение отсутствует, однако посадочное место для установки пулемёта КПВТ сохранено.
На бронемашину установлено радиооборудование производства ООО "Телекарт-Прибор", система постановки дымовой завесы "Туча", кондиционер и отопитель, а также новые шины КИ-113.

## На вооружении

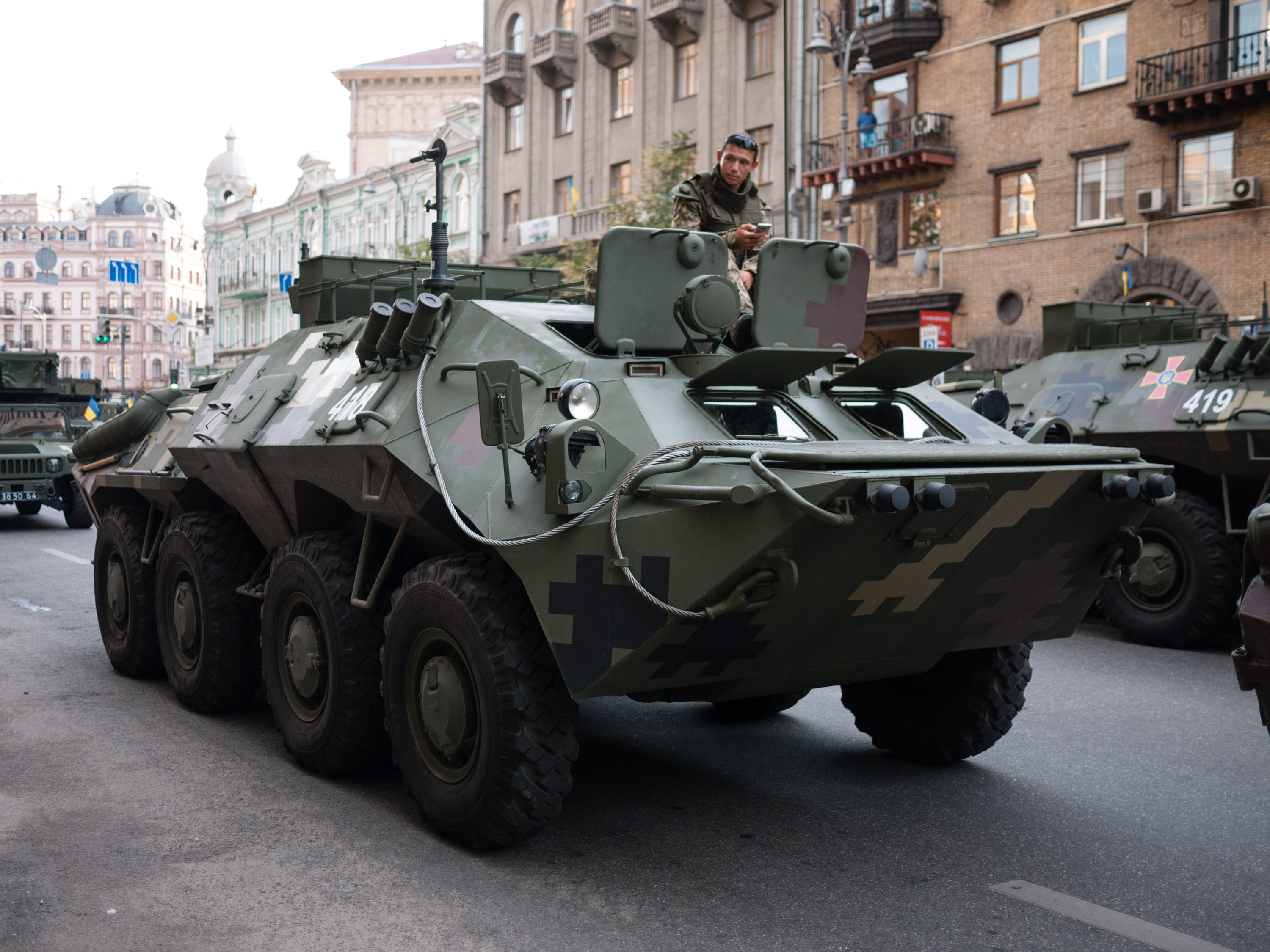
БТР-70ДИ-02 «Свитязь» в Киеве (18 августа 2018)

- Украина — некоторое количество по состоянию на 2015 год [4]